# Angèle Rawiri
Angèle Ntyugwetondo Rawiri (29 tháng 4 năm 1954 ợi 15 tháng 11 năm 2010) là tiểu thuyết gia người Gabon đầu tiên.
Là con gái của chính trị gia Galoa và nhà thơ Georges Rawiri, bà được sinh ra tại Port-Gentil. Mẹ bà, một giáo viên, đã chết khi bà sáu tuổi. Angèle học tại Alès ở Pháp, kiếm được một bac từ trường đại học nữ Vanves, sau đó là bac thứ hai, theo bản dịch tiếng Anh, từ Viện Lentonnet. Sau đó bà sống ở Luân Đôn được hai năm, nơi bà đóng những vai nhỏ trong các bộ phim James Bond và làm người mẫu cho các tạp chí thời trang.
bà trở lại Gabon vào năm 1979, làm dịch giả và phiên dịch, và viết cuốn tiểu thuyết đầu tiên của mình, G'amarakano. Câu chuyện về cuộc đụng độ giữa mong muốn của một cô gái trẻ về hàng hóa vật chất và các giá trị truyền thống của thế hệ cũ, nó được xuất bản năm 1983. Cuốn tiểu thuyết thứ hai của bà, Elonga (1986) kể về một thanh niên Metis chạm trán 'với fetishism khi trở về đất nước của mẹ mình. Fureur et cris et femmes xuất hiện vào năm 1989.
bà đã xuất bản các tác phẩm đầu tiên của mình dưới tên Ntyugwetondo Rawiri.

## Tác phẩm đã xuất bản
- Elonga: roman Paris: Silex: L'Harmattan, khuếch tán, c1986. ISBN 2-903871-72-8
- Gʾamèrakano: au carrefour: roman Paris: Silex, c1988. ISBN 2-87693-021-8 Mã số   2-87693-021-8
- Fureurs et cris deeri Paris: L'Harmattan, c1989. ISBN 2-7384-0250-X Mã số   2-7384-0250-X

1. ↑  Décès de Angèle Ntyugwetondo Rawiri. Africultures, December 2010.